# Pukguksong-2
El Pukguksong-2 (coreano:  《북극성-2》형 ; Hanja: 北極星 2型; literalmente Estrella Polar-2; KN-15 según la convención de nomenclatura de EE. UU.) es un misil balístico de alcance medio o intermedio bajo desarrollo de Corea del Norte, que a diferencia de los diseños anteriores de esa nación, utiliza combustible sólido. Descrito como "con capacidad nuclear", su primer vuelo de prueba fue el 12 de febrero de 2017, aunque dos lanzamientos anteriores en octubre de 2016 que inicialmente se pensaba que eran Hwasong-10. En su lugar, posiblemente fueron lanzamientos fallidos del Pukguksong-2. La agencia de noticias estatal KCNA dijo que el líder Kim Jong-un supervisó la prueba, que fue descrita como un éxito.
Los analistas han descrito el nuevo misil como "más estable, más eficiente y más difícil de detectar" que los diseños anteriores de Corea del Norte, propulsados por combustible líquido. A diferencia de los cohetes más antiguos, de combustible líquido, que tardan horas en prepararse para su lanzamiento y son más fáciles de detectar y contrarrestar por otros países, el Pukguksong-2 es un cohete de combustible sólido que puede lanzarse en minutos.
El misil ahora está desplegado en el norte de Corea del Norte, cerca de su frontera con China, en bases de misiles donde está desplegado el Hwasong-7.